# Hlavnice (zámek)
Zámek v Hlavnici je bývalé panské sídlo z konce 18. stol. Zámek je tvořen obdélníkovou patrovou budovou se zachovalými hospodářskými budovami a částečně zachovalým parkem.

## Historie
Zámek, původně postaveny v empírovém slohu, nechal mezi léty 1792–1795 vystavět tehdejší majitel statku Andreas hrabě Renard jako jednoduché venkovské sídlo, sloužící spíše pro občasný pobyt majitelů panství. V roce 1810 byl zámek společně s obcí Hlavnice prodán ve veřejné dražbě Josefu Gusnarovi z Komárna. Od roku 1832 byl obydlen již trvale. Posledním majitelem byl od roku 1913 František Bayer z Bayersburgu, který nechal zámek ve třicátých letech přestavět a zmodernizovat. Po válce byl zámek Bayerům z Bayersburgu zkonfiskován, poté patřil obci a následně jej získalo zemědělské družstvo. Inventář byl po válce zcela rozkraden místním obyvatelstvem.[zdroj?] V roce 2011 byl zámek opraven v původním stylu.